# دين ستوكويل
دين ستوكويل (بالإنجليزية: Dean Stockwell)‏ (و. 1936 – م) هو ممثل، وممثل تلفزيوني، وممثل أفلام من الولايات المتحدة الأمريكية .

## روابط خارجية
- دين ستوكويل على موقع IMDb (الإنجليزية)
- دين ستوكويل على موقع روتن توميتوز (الإنجليزية)
- دين ستوكويل على موقع قاعدة بيانات الأفلام العربية
- دين ستوكويل على موقع ألو سيني (الفرنسية)
- دين ستوكويل على موقع ميوزك برينز (الإنجليزية)
- دين ستوكويل على موقع أول موفي (الإنجليزية)
- دين ستوكويل على موقع قاعدة بيانات برودواي على الإنترنت (الإنجليزية)
- دين ستوكويل على موقع قاعدة بيانات الأفلام السويدية (السويدية)
- دين ستوكويل على موقع إن إن دي بي (الإنجليزية)
- دين ستوكويل على موقع ديسكوغز (الإنجليزية)